# Gaunpalika
Une gaunpalika (népalais : गाउँपालिका), littéralement municipalité rurale, est l'unité administrative de base du Népal. Au nombre de 460, les gaunpalikas remplacent depuis 2017 les comités de développement villageois qui existaient précédemment.